# 技監 (国土交通省)
国土交通省の技監（ぎかん）は、土木行政職技官の次官級ポストで、いわゆる省名審議官と同様に、国土交通省設置法で規定される「特別な職」である。
省名を冠しない「技監」が正式な官名であるとともに職名であり、「国土交通省技監」や「国土交通技監」と表記した場合はあくまで通称である。なお、建設省時代の官名・職名は省名を冠した「建設技監」であった。内務省時代には、土木系技術官僚のトップとして内務技監が置かれた。英語名はVice-Minister for Engineering Affairs, Ministry of Land 　Infrastructure, Transport and Tourismである。
旧建設省系土木技官で水管理・国土保全局（旧河川局）長もしくは道路局長を歴任した者が技監に就任する慣例だったが、2018年7月に旧運輸省出身の技官として初めて港湾局長の菊地身智雄が技監に就任した。
さらに、技監から国土交通事務次官に就任する場合もあり、建設省出身の事務官、運輸省出身の事務官との三者交互で就くことが通例となっている。2023年現在、指定職俸給表7号給が適用されている。
技監は、命を受けて、国土交通省の所掌事務に係る技術を統理する。（国土交通省設置法第5条第2項）

## 歴代技監
- 建設省出身者は、道路系もしくは河川系について記述。
- 2018年就任の菊地身智雄は旧運輸省出身の港湾系技官として初の技監（運輸省港湾局は戦前の内務省土木局港湾課がその前身[2]）。沖縄の米軍北部訓練場のヘリパッド移設工事に尽力したことを当時の菅義偉内閣官房長官に評価されての人事だという[3]。
- 2024年7月1日からは、河川系技官の廣瀬昌由が就任した[4]。

| 技監在任期間  | 氏名       | 入省時の学歴                   | 入省年次 | 専門 | 後職（官職）     | 退官後の後職                    |
| ------------- | ---------- | ------------------------------ | -------- | ---- | ---------------- | ------------------------------- |
| 1999.7-2002.7 | 青山俊樹   | 京都大学大学院工学研究科       | 1969年   | 河川 | 国土交通事務次官 | 水資源機構理事長（2004-2011年） |
| 2002.7-2004.7 | 大石久和   | 京都大学大学院工学研究科       | 1970年   | 道路 | 退官             | 国土技術研究センター理事長等    |
| 2004.7-2005.8 | 佐藤信秋   | 京都大学大学院工学研究科       | 1972年   | 道路 | 国土交通事務次官 | 2007年から参議院議員            |
| 2005.8-2006.7 | 清治真人   | 北海道大学工学部               | 1971年   | 河川 | 退官             | 2007年札幌市長選立候補（落選）  |
| 2006.7-2009.7 | 谷口博昭   | 東京大学工学部                 | 1972年   | 道路 | 国土交通事務次官 |                                 |
| 2009.7-2011.1 | 甲村謙友   | 東京大学工学部                 | 1974年   | 河川 | 退官             | 水資源機構理事長（2011-2018）   |
| 2011.1-2012.9 | 佐藤直良   | 東京工業大学大学院理工学研究科 | 1977年   | 河川 | 国土交通事務次官 |                                 |
| 2012.9-2013.8 | 菊川滋     | 京都大学大学院工学研究科       | 1977年   | 道路 | 退官             |                                 |
| 2013.8-2014.7 | 足立敏之   | 京都大学大学院工学研究科       | 1979年   | 河川 | 退官             | 2016年- 参議院議員              |
| 2014.7-2015.7 | 徳山日出男 | 東京大学工学部                 | 1979年   | 道路 | 国土交通事務次官 |                                 |
| 2015.7-2016.6 | 池内幸司   | 東京大学大学院工学系研究科     | 1982年   | 河川 | 退官             | 東京大学教授等                  |
| 2016.6-2018.7 | 森昌文     | 東京大学工学部                 | 1981年   | 道路 | 国土交通事務次官 | 2022年1月-内閣総理大臣補佐官    |
| 2018.7-2019.7 | 菊地身智雄 | 東北大学大学院工学研究科       | 1985年   | 運輸 | 退官             | 慶應義塾大学教授等              |
| 2019.7-2021.7 | 山田邦博   | 東京大学大学院工学系研究科     | 1984年   | 河川 | 国土交通事務次官 |                                 |
| 2021.7-2024.6 | 吉岡幹夫   | 東京大学工学部                 | 1986年   | 道路 | 国土交通事務次官 |                                 |
| 2024.7.1-     | 廣瀬昌由   | 京都大学大学院工学研究科       | 1990年   | 河川 | 現職             |                                 |